# Nematoplana asita
Nematoplana asita är en plattmaskart som beskrevs av Ernst Marcus 1950. Nematoplana asita ingår i släktet Nematoplana och familjen Nematoplanidae. Inga underarter finns listade i Catalogue of Life.